# Lijst van gemeentelijke monumenten in Dongen
De gemeente Dongen heeft 51 gemeentelijke monumenten. Hieronder een overzicht. 

## Dongen
De plaats Dongen kent 22 gemeentelijke monumenten:
| Object | Bouwjaar                  | Architect     | Locatie                                                  | Coördinaten                   | Nr.        | Afbeelding |
| --- | ------------------------- | ------------- | -------------------------------------------------------- | ----------------------------- | ---------- | --- |
| Mariakapel |                           |               | Eindsestraat ong.                                        | 51° 36' 42" NB, 4° 58' 47" OL | 0766/WN001 | Upload foto |
| Pauluskerk |                           |               | Europaplein                                              | 51° 37' 36" NB, 4° 55' 21" OL | 0766/WN002 | Meer afbeeldingen |
| Vrijstaand woonhuis met praktijk in de stijl van de Amsterdamse School gebouwd voor dokter Heintjes.                                                                                             | ca. 1925                  |               | Gasthuisstraat 17                                        | 51° 37' 42" NB, 4° 56' 11" OL | 0766/WN003 | Vrijstaand woonhuis met praktijk in de stijl van de Amsterdamse School gebouwd voor dokter Heintjes.                                                                                             |
| |                           |               | Gerardus Majellastraat 46                                | 51° 37' 29" NB, 4° 56' 3" OL  | 0766/WN004 | Upload foto |
| |                           |               | Groenstraat 9                                            | 51° 38' 6" NB, 4° 54' 53" OL  | 0766/WN005 | Upload foto |
| |                           |               | Heuvel 13                                                | 51° 37' 26" NB, 4° 55' 31" OL | 0766/WN006 | |
| |                           |               | Heuvel 14                                                | 51° 37' 27" NB, 4° 55' 31" OL | 0766/WN007 | Upload foto |
| |                           |               | Hoge Ham 62                                              | 51° 37' 49" NB, 4° 56' 11" OL | 0766/WN008 | |
| Woonhuis, oorspronkelijk de pastorie van de Laurentiuskerk | vroeg-18e-eeuws           |               | Hoge Ham 68                                              | 51° 37' 47" NB, 4° 56' 14" OL | 0766/WN009 | Woonhuis, oorspronkelijk de pastorie van de Laurentiuskerk |
| Woonhuis met naast de trap een schoenschraper. Dat is een overblijfsel uit de tijd dat de Hoge Ham nog een zandweg was en de schoenen door middel van deze schraper van de modder ontdaan werden |                           |               | Hoge Ham 70                                              | 51° 37' 47" NB, 4° 56' 15" OL | 0766/WN010 | Woonhuis met naast de trap een schoenschraper. Dat is een overblijfsel uit de tijd dat de Hoge Ham nog een zandweg was en de schoenen door middel van deze schraper van de modder ontdaan werden |
| Woonhuis | ca. 1800                  |               | Hoge Ham 72                                              | 51° 37' 47" NB, 4° 56' 15" OL | 0766/WN011 | Woonhuis |
| |                           |               | Hoge Ham 133                                             | 51° 37' 36" NB, 4° 56' 35" OL | 0766/WN012 | Upload foto |
| Bomen Vredeoord |                           |               | Hoge Ham ong.                                            | 51° 37' 43" NB, 4° 56' 22" OL | 0766/WN013 | Upload foto |
| Bovenmeesterwoning | 1883                      |               | Kard. v. Rossumstraat 2 / 2A                             | 51° 37' 41" NB, 4° 56' 7" OL  | 0766/WN014 | Bovenmeesterwoning |
| Woonhuis met bakkerij en meelzolder, later meubelmakerij. | ca. 1885                  |               | Kerkstraat 39                                            | 51° 37' 25" NB, 4° 56' 1" OL  | 0766/WN015 | Upload foto |
| Kruisbeeld | Ingezegend op 8 juli 1934 | August Falise | splitsing Kerkstraat/Gerardus Majellastraat/Heuvelstraat | 51° 37' 27" NB, 4° 55' 49" OL | 0766/WN016 | Kruisbeeld |
| |                           |               | St. Josephstraat 46-48-50                                | 51° 37' 22" NB, 4° 57' 4" OL  | 0766/WN017 | Upload foto |
| |                           |               | Vaartweg 31                                              | 51° 38' 53" NB, 4° 57' 46" OL | 0766/WN018 | Upload foto |
| |                           |               | Vaartweg 157                                             | 51° 38' 14" NB, 4° 58' 32" OL | 0766/WN019 | Upload foto |
| |                           |               | Vaartweg 160                                             | 51° 38' 12" NB, 4° 58' 31" OL | 0766/WN020 | Upload foto |
| |                           |               | Vennen 1                                                 | 51° 37' 19" NB, 4° 57' 17" OL | 0766/WN021 | Upload foto |
| |                           |               | Wilhelminastraat 2                                       | 51° 37' 26" NB, 4° 56' 25" OL | 0766/WN022 | Upload foto |

## 's Gravenmoer
De plaats 's Gravenmoer kent 29 gemeentelijke monumenten:
| Object                                                                                      | Bouwjaar | Architect | Locatie          | Coördinaten                   | Nr.        | Afbeelding                                                                                  |
| ------------------------------------------------------------------------------------------- | -------- | --------- | ---------------- | ----------------------------- | ---------- | ------------------------------------------------------------------------------------------- |
| Voormalige dorpsschool, een eenlaags gepleisterd gebouw met gietijzeren segmentboogvensters | 1872     |           | Hoofdstraat 4    | 51° 39' 27" NB, 4° 56' 25" OL | 0766/WN023 | Voormalige dorpsschool, een eenlaags gepleisterd gebouw met gietijzeren segmentboogvensters |
|                                                                                             |          |           | Hoofdstraat 18   | 51° 39' 22" NB, 4° 56' 26" OL | 0766/WN024 |                                                                                             |
|                                                                                             |          |           | Hoofdstraat 19   | 51° 39' 24" NB, 4° 56' 28" OL | 0766/WN025 |                                                                                             |
|                                                                                             |          |           | Hoofdstraat 43   | 51° 39' 17" NB, 4° 56' 29" OL | 0766/WN026 |                                                                                             |
|                                                                                             |          |           | Hoofdstraat 45   | 51° 39' 17" NB, 4° 56' 29" OL | 0766/WN027 |                                                                                             |
|                                                                                             |          |           | Hoofdstraat 49   | 51° 39' 15" NB, 4° 56' 31" OL | 0766/WN028 |                                                                                             |
|                                                                                             |          |           | Hoofdstraat 51   | 51° 39' 13" NB, 4° 56' 30" OL | 0766/WN029 |                                                                                             |
|                                                                                             |          |           | Hoofdstraat 53   | 51° 39' 13" NB, 4° 56' 30" OL | 0766/WN030 |                                                                                             |
|                                                                                             |          |           | Hoofdstraat 55   | 51° 39' 11" NB, 4° 56' 30" OL | 0766/WN031 |                                                                                             |
|                                                                                             |          |           | Hoofdstraat 69   | 51° 39' 7" NB, 4° 56' 31" OL  | 0766/WN032 |                                                                                             |
|                                                                                             |          |           | Hoofdstraat 70   | 51° 38' 59" NB, 4° 56' 31" OL | 0766/WN033 |                                                                                             |
|                                                                                             |          |           | Julianalaan 22   | 51° 39' 31" NB, 4° 57' 3" OL  | 0766/WN034 | Upload foto                                                                                 |
|                                                                                             |          |           | Julianalaan 26   | 51° 39' 31" NB, 4° 57' 5" OL  | 0766/WN035 | Upload foto                                                                                 |
|                                                                                             |          |           | Julianalaan 28   | 51° 39' 31" NB, 4° 57' 6" OL  | 0766/WN036 | Upload foto                                                                                 |
|                                                                                             |          |           | Julianalaan 32   | 51° 39' 32" NB, 4° 57' 9" OL  | 0766/WN037 | Upload foto                                                                                 |
|                                                                                             |          |           | Kerkdijk 4       | 51° 39' 30" NB, 4° 56' 23" OL | 0766/WN038 | Upload foto                                                                                 |
|                                                                                             |          |           | Molendijk 40     | 51° 39' 30" NB, 4° 56' 38" OL | 0766/WN039 | Upload foto                                                                                 |
|                                                                                             |          |           | Vaartweg 1       | 51° 39' 5" NB, 4° 57' 27" OL  | 0766/WN040 |                                                                                             |
|                                                                                             |          |           | Vaartweg 11      | 51° 39' 27" NB, 4° 57' 19" OL | 0766/WN041 | Upload foto                                                                                 |
| Pastorie                                                                                    |          |           | Vaartweg 26      | 51° 39' 26" NB, 4° 57' 18" OL | 0766/WN042 | Upload foto                                                                                 |
|                                                                                             |          |           | Vaartweg 27      | 51° 39' 19" NB, 4° 57' 22" OL | 0766/WN043 | Upload foto                                                                                 |
| Gereformeerde kerk                                                                          | 1888     |           | Vaartweg 28      | 51° 38' 53" NB, 4° 57' 42" OL | 0766/WN044 | Gereformeerde kerk                                                                          |
|                                                                                             |          |           | Vaartweg 37      | 51° 39' 13" NB, 4° 57' 23" OL | 0766/WN045 | Upload foto                                                                                 |
|                                                                                             |          |           | Vaartweg 56      | 51° 39' 18" NB, 4° 57' 20" OL | 0766/WN046 |                                                                                             |
|                                                                                             |          |           | Vaartweg 68      | 51° 38' 43" NB, 4° 57' 54" OL | 0766/WN047 | Upload foto                                                                                 |
|                                                                                             |          |           | Vaartweg 80      | 51° 38' 42" NB, 4° 57' 55" OL | 0766/WN048 | Upload foto                                                                                 |
|                                                                                             |          |           | Vaartweg 80 A    | 51° 39' 8" NB, 4° 57' 22" OL  | 0766/WN049 | Upload foto                                                                                 |
|                                                                                             |          |           | Waspikseweg 1    | 51° 39' 34" NB, 4° 57' 15" OL | 0766/WN050 |                                                                                             |
|                                                                                             |          |           | Wilhelminalaan 1 | 51° 39' 5" NB, 4° 56' 26" OL  | 0766/WN051 |                                                                                             |

's-Hertogenbosch ·
Alphen-Chaam ·
Altena ·
Asten ·
Baarle-Nassau ·
Bergeijk ·
Bergen op Zoom ·
Bernheze ·
Best ·
Bladel ·
Boekel ·
Boxtel ·
Cranendonck ·
Deurne ·
Dongen ·
Drimmelen ·
Eersel ·
Eindhoven ·
Etten-Leur ·
Lijst van gemeentelijke monumenten in Geertruidenberg ·
Geldrop-Mierlo ·
Gemert-Bakel ·
Gilze en Rijen ·
Goirle ·
Halderberge ·
Heeze-Leende ·
Helmond ·
Heusden ·
Hilvarenbeek ·
Laarbeek ·
Land van Cuijk ·
Maashorst ·
Meierijstad ·
Moerdijk ·
Nuenen, Gerwen en Nederwetten ·
Oirschot ·
Oisterwijk ·
Oosterhout ·
Oss ·
Reusel-De Mierden ·
Roosendaal ·
Someren ·
Son en Breugel ·
Lijst van gemeentelijke monumenten in Steenbergen ·
Tilburg ·
Valkenswaard ·
Vught ·
Waalre ·
Waalwijk ·
Woensdrecht ·
Zundert